# Damastes masculinus
Damastes masculinus là một loài nhện trong họ Sparassidae.
Loài này thuộc chi Damastes. Damastes masculinus được Embrik Strand miêu tả năm 1908.